# Eduardo Montejo
Eduardo María Montejo Aristegui (Bilbao, 15 de agosto de 1879-14 de abril de 1962) fue un futbolista español que jugó como delantero en el Athletic Club. Aunque se sabe poco de su vida, fue uno de los futbolistas más importantes en los inicios amateurs del Athletic Club, estando entre los 7 fundadores del club en 1898, y luego sirviendo al club como delantero, anotando un gol en la final de la Copa del Rey de fútbol 1903, que fue el primer título oficial del club.

## Biografía
Nacido en Deusto, Bilbao, Montejo fue uno de los 7 estudiantes pertenecientes al Gymnasium Zamacois que fundaron el Athletic Club en 1898. Aunque el club fue fundado en 1898, el Athletic no se constituyó oficialmente hasta el 5 de septiembre de 1901, en la tristemente célebre reunión celebrada en el Café García, en la que Montejo fue uno de los 33 socios (cofundadores) del club.
Luego se convirtió en uno de los primeros futbolistas del recién formado Athletic Club, jugando como delantero. Junto a Juan Astorquia, Alejandro de la Sota Eizaguirre, Raymond Cazeaux y Walter Evans, formó parte del equipo que ganó la primera Copa del Rey de fútbol 1903, en la que Montejo contribuyó con el gol del empate 2-2 en una eventual victoria de remontada por 3-2 sobre el Madrid FC en la final. En la final de la Copa del Rey de fútbol 1904, el Athletic volvió a proclamarse vencedor sin disputar ningún partido tras la no comparecencia de su rival.

## Honores
- Copa del Rey: 1903 y 1904